# Köttfri måndag
Köttfri måndag, på engelska Meatless Monday, är en internationell kampanj som vill få personer att minska sin köttkonsumtion genom att äta vegetariskt en dag i veckan.
Kampanjen startades i USA år 2003 av marknadsföraren Sid Lerner, där andra måndagskampanjer för att äta nyttigt redan var etablerade. Dessa går under ett initiativ med namnet Healthy Monday, ungefär nyttig måndag, och omfattar kampanjer för hemlagat och motion. Måndagen är vald eftersom den normalt inleder arbetsveckan med dess inneboende rutiner. Dessutom är fredagen ofta köttfri i kristen tradition.
Kampanjen anger även minskad miljöförstöring, bekämpande av hungern och djurskyddsengagemang som anledningar till att minska köttkonsumtionen och baserar sig bland annat på FAO:s rapport Livestock’s Long Shadow från 2006.

## Sverige
Kampanjen startades i december 2009 och ser en vegetarisk dag i veckan som ett första steg, och vill gärna att personer äter vegetariskt fler dagar i veckan.
Initiativtagare till Köttfri måndag i Sverige är partiledaren för Djurens parti och miljöförespråkaren Jonas Paulsson, som även bland annat sitter i styrelsen för Svensk mat- och miljöinformation. År 2011 blev han en av WWF:s miljöhjältar för sitt arbete med Köttfri måndag.
Kampanjen Köttfri måndag stöds av organisationerna Världsnaturfonden (WWF), Fältbiologerna, Läkare för Miljön, Hälsofrämjandet, Klimataktion,  Jordens Vänner, Djurens Rätt, Svensk mat- och miljöinformation, Studiefrämjandet Söderort, Svenska Vegetariska Föreningen, Vildåsnan - Kristen vegetarisk förening, Veganföreningen i Sverige samt SMUF - Södertörns Miljö- och Utvecklingsförening. De har även fått stöd av några företag, samt av några kända personer, till exempel Emil Jensen, The Hives och Anna Skipper.

### Fotnoter
1. ↑  Meatless Mondays internationella webbplats
2. ↑  ”Organisationer”. Köttfri måndag. Arkiverad från originalet den 16 september 2011. https://web.archive.org/web/20110916105044/http://kottfrimandag.se/?page_id=1097. Läst 29 januari 2011.
3. ↑  ”Personer”. Köttfri måndag. Arkiverad från originalet den 16 september 2011. https://web.archive.org/web/20110916132616/http://kottfrimandag.se/?page_id=11. Läst 5 november 2011.